# 李閶權
李閶權（？—？），本籍山西，清朝官員。
李阊权曾于1743年接替古植任福建永安县知县一职，1744年由张芸接任。1744年（乾隆9年）接替方邦基，於台灣擔任台灣府台灣縣知縣。管轄約今台灣南部之嘉義縣、嘉義市、台南縣、市全境及高雄縣部份區域。該區域面積約為4500平方公里，也是清治時期台灣島之漢人集中地所在。